# Blate
Blate este o localitate din comuna Ribnica, Slovenia, cu o populație de 59 de locuitori.